# Magdeleine Lerasle
Magdeleine Lerasle est une auteure, interprète, linguiste et psycholinguiste née à Montauban en 1943.

## Biographie
Elle a une formation de psycholinguiste. Elle a exercé en tant qu'enseignante en école maternelle. Elle a ensuite enseigné le Français Langues Etrangère en Amérique du Sud. Elle est très attachée à la comptine, dans le processus d'apprentissage d'une langue,,.

### Autrice du texte
- Les plus belles comptines de notre enfance des p'tits lascars (2013)
- Les plus belles berceuses du monde, 2008, réédité en 2015
- À l'ombre de l'olivier (2006)
- Les plus belles comptines italiennes (2004)
- Comptines et chansons du papagaio : le Brésil et le Portugal en 30 comptines, collectage Magdeleine Lerasle ; illustrations : Aurélia Fronty ; sous la dir. de Michèle Moreau, Didier jeunesse, 2003
- A l'ombre de l'olivier (2001)
- Les plus belles comptines des petits lascars, collectage, commentaires et direction musicale, Didier jeunesse, 2001, réédité en 2002 et 2007
- Le grand livre des histoires (2001)
- Je découvre l'espace, les mesures et l'orientation, géométrie, géographie, expériences, arts plastiques, vocabulaire, calcul (1998)
- Je lis les heures et le temps qui passe (1997)
- Les petits lascars 2 (1997)
- Les comptines du temps qui passe (1993)
- Au pays des langues (1992)
- Le grand livre des histoires (1987)